# The National Orchestra of the United Kingdom of Goats
The National Orchestra of the United Kingdom of Goats (abk. UKOG) ist eine "New Art-Rock" Band aus der italienischen Provinz Südtirol. Der neu begründete Stil der Band nennt sich "Symphonic Grind Pop". Die Band besingt das fiktive Kolepta und tritt bei Liveauftritten mit Kriegsbemalung, Masken und Uniformen auf.

## Geschichte
Die Band wurde im Jahr 2010 gegründet und veröffentlichte im Februar 2011 die erste EP The Chronicles of Sillyphus. Drei Monate später erschien die zweite EP mit dem Titel The Three Walls of Kolepta. Beide Alben wurden in Eigenregie produziert und unter Creative Commons als Gratisdownload auf der offiziellen Website der Band veröffentlicht. Am 21. Dezember 2012 erschien Vaaya and the Sea, der erste Longplayer der Band. Das Album wurde sowohl als Gratisdownload als auch als physischer Tonträger veröffentlicht. Am 30. April 2016 erschien das Album Vargorok, welches die Geschichte von Vaaya and the Sea fortsetzt.

## Stil
Der Stil der Band liegt im Bereich zwischen Progressive Rock, Artrock und Pop. Die Band selbst beschreibt ihren Stil als "Symphonic Grind Pop".
Inhalt der Songtexte sind Geschichten aus dem fiktiven Kolepta. So erzählt jedes Album einen weiteren Teil einer großen Saga. Auch die Bandmitglieder selbst sind Teil dieser Geschichte. Sie treten mit Kriegsbemalung, Uniformen und Masken auf und werden mit "The Insane", "The Coachman", "The Admiral" und "The Seer" benannt. Des Weiteren werden auf der offiziellen Website der Band Texte veröffentlicht, welche die Geschichte komplettieren und wichtige Hintergrundinformationen geben.

## Rezensionen
Das deutsche Magazin Rock Hard veröffentlichte in Ausgabe Nr. 294 eine vollständige Seite mit einem Interview der Band.
Die Musikzeitschrift Eclipsed bewertete The Chronicles of Sillyphus mit acht von zehn, und The Three Walls of Kolepta mit neun von zehn möglichen Punkten.
Auch Powermetal.de bewertete The Chronicles of Sillyphus mit neun von zehn möglichen Punkten.
Vaaya and the Sea wurde von metal.de auf einer Skala von eins bis zehn mit acht bewertet.

## Diskografie
- 2011: The Chronicles of Sillyphus (EP)
- 2011: The Three Walls of Kolepta (EP)
- 2012: Vaaya and the Sea (Album)
- 2016: Vargorok (Album)
- 2018: Huntress (Album)